# گریت ریفت ولی

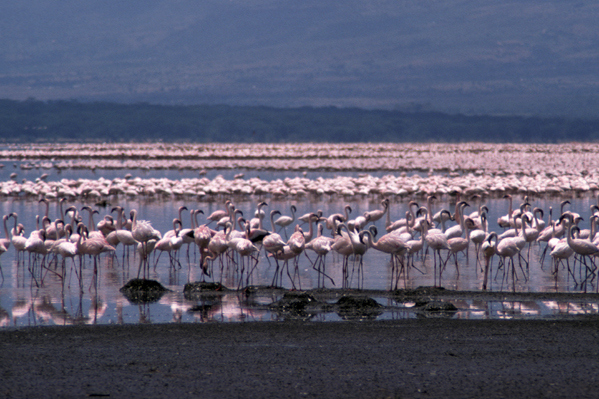
دریاچه بوگوریا

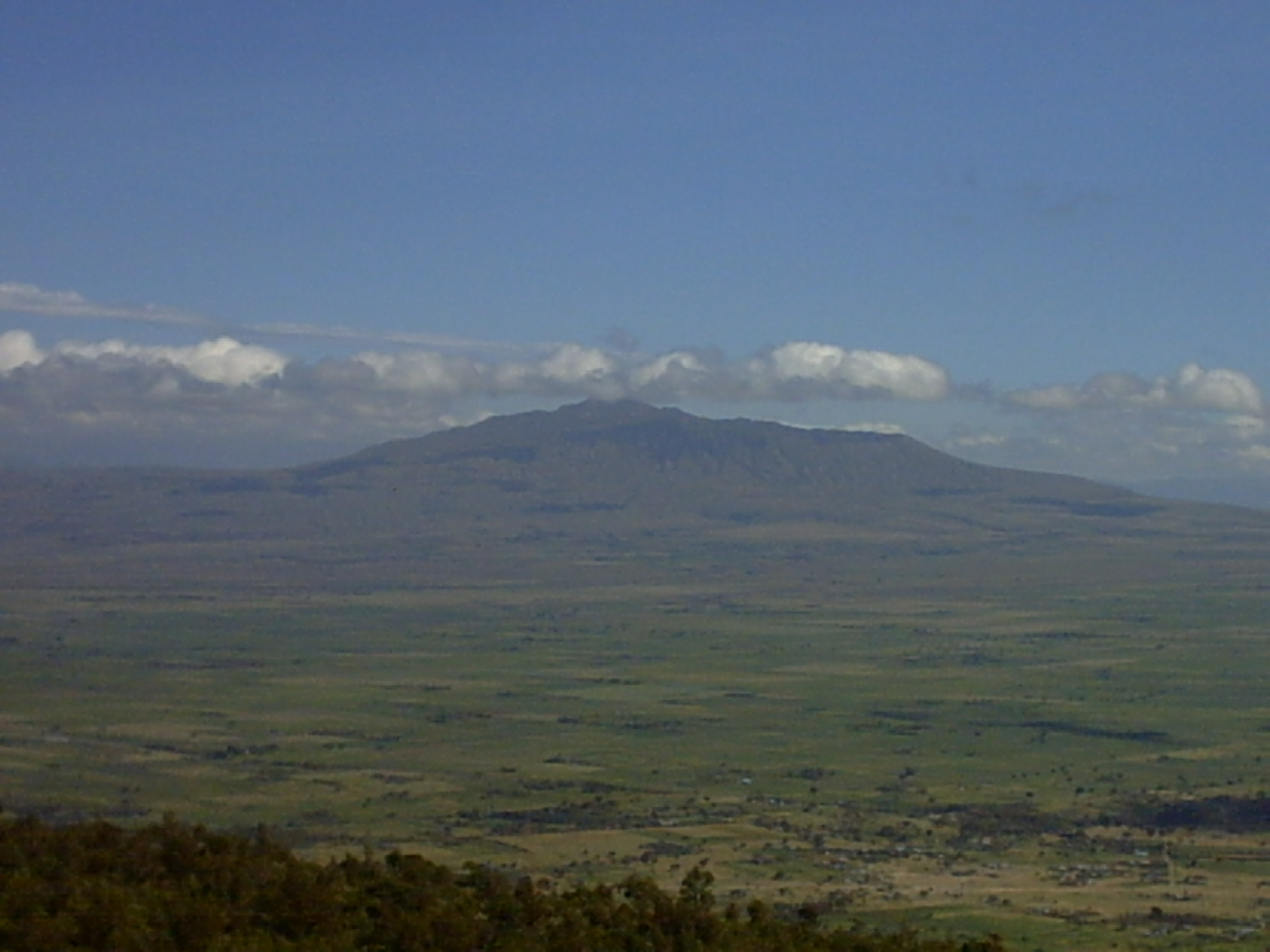
کوه لونگونوت

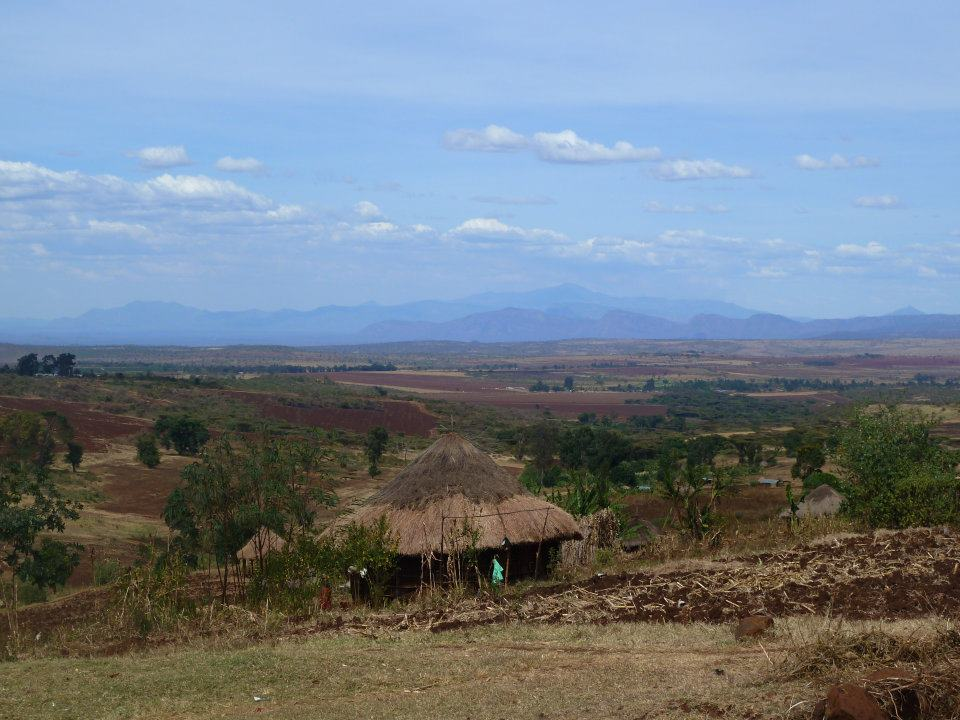
نمایی از اوگاندا از روستای چروبی، کنیا

دره شکاف بزرگ یا گریت ریف ولی (به انگلیسی: Great Rift Valley) بخشی از یک سیستم خط الراس درون قاره‌ای است که از شمال به جنوب کنیا می‌گذرد. این دره بخشی از گرگوری ریف، شاخه شرقی شکاف شرق آفریقا است که از جنوب تانزانیا شروع می‌شود و به سمت شمال تا اتیوپی ادامه می‌یابد. این شکاف عظیم بر روی «گنبد کنیا» شکل گرفته‌است و حاصل برخورد سه صفحهٔ عربی، نوبی و سومالی است. در گذشته، به عنوان بخشی از " دره شکاف بزرگ " دیده می‌شد که از ماداگاسکار تا سوریه امتداد داشت. بیشتر این دره در داخل استان ریفت ولی سابق قرار دارد.
این دره شامل تپه‌های چرنگانی و زنجیره ای از آتشفشان‌ها است که برخی از آنها هنوز فعال هستند. آب و هوای ناحیه معتدل است و دمای آن معمولاً کمتر از ۲۸ درجه سلسیوس (۸۲ درجه فارنهایت) است. بیشتر باران‌ها در دوره‌های مارس تا ژوئن و اکتبر تا نوامبر می‌بارد.  تپه‌های توگن در غرب دریاچه بارینگو حاوی فسیل‌هایی است که در جریان فوران گدازه‌ای از دوره ۱۴ تا ۴ میلیون سال پیش حفظ شده‌اند. بقایای بسیاری از انسان‌ها، اجداد انسانی، در اینجا کشف شده‌است. 